# Lisa Martin
Lisa Martin, née Lisa O'Dea le 12 mai 1960, est une athlète australienne, qui après son mariage avec le coureur kenyan Yobes Ondieki a aussi été connue sous le nom de Lisa Martin-Ondieki.
À son premier marathon, elle améliorait le record d'Australie de près de cinq minutes en 2 h 32 min 22 s. Aux Jeux olympiques d'été de 1984 à Los Angeles, elle terminait septième et se classait, la même année deuxième du marathon de Chicago en améliorant son record.
En 1986, elle remportait le titre aux Jeux du Commonwealth de 1986 à Édimbourg, en battant encore son record personnel (2 h 26 min 07 s). La même année, elle terminait deuxième du marathon de New-York.
En 1988, elle remportait le marathon d'Osaka. Aux Jeux olympiques d'été de 1988 à Séoul, elle remportait la médaille d'argent du marathon derrière la Portugaise Rosa Mota et devant l'Est-Allemande Katrin Dörre.
En 1990, elle défendait avec succès son titre aux Jeux du Commonwealth à Auckland. En 1992, aux Jeux olympiques de Barcelone, elle abandonnait sur le marathon mais remportait en automne le marathon de New-York.
Lisa Martin s'était mariée avec son collègue de course Ken Martin. Ensuite elle épousa Yobes Ondieki. De cette union est née une fille.

## Palmarès

### Jeux olympiques d'été
- Jeux olympiques d'été de 1984 à Los Angeles ( États-Unis)
  - 7e sur le marathon
- Jeux olympiques d'été de 1988 à Séoul ( Corée du Sud)
  -  Médaille d'argent sur le marathon
- Jeux olympiques d'été de 1992 à Barcelone ( Espagne)
  - abandon sur le marathon
- Jeux olympiques d'été de 1996 à Atlanta ( États-Unis)
  - abandon sur le marathon

### Jeux du Commonwealth
- Jeux du Commonwealth de 1986 à Édimbourg ( Écosse)
  - non-partante sur 10 000 m
  -  Médaille d'or sur le marathon
- Jeux du Commonwealth de 1990 à Auckland ( Nouvelle-Zélande)
  -  Médaille d'or sur le marathon

### Coupe du monde des nations d'athlétisme
- Coupe du monde des nations d'athlétisme de 1985 à Canberra ( Australie)
  - 6e au classement général avec l'Océanie
  - abandon sur 10 000 m

## Sources
- (de) Cet article est partiellement ou en totalité issu de l’article de Wikipédia en allemand intitulé « Lisa Martin-Ondieki » (voir la liste des auteurs).